# Dasyatis
Dasyatis är ett släkte av rockor som beskrevs av Rafinesque 1810. Enligt Catalogue of Life ingår Dasyatis i familjen spjutrockor, men enligt Dyntaxa är tillhörigheten istället familjen spjutrockor.

## Dottertaxa tillDasyatis, i alfabetisk ordning[1][2]
- Dasyatis acutirostra
- Dasyatis akajei
- Dasyatis americana
- Dasyatis bennettii
- Dasyatis brevicaudata
- Dasyatis brevis
- Dasyatis centroura
- Dasyatis chrysonota
- Dasyatis colarensis
- Dasyatis dipterura
- Dasyatis fluviorum
- Dasyatis garouaensis
- Dasyatis geijskesi
- Dasyatis gigantea
- Dasyatis guttata
- Dasyatis hastata
- Dasyatis hypostigma
- Dasyatis izuensis
- Dasyatis laevigata
- Dasyatis laosensis
- Dasyatis lata
- Dasyatis longa
- Dasyatis margarita
- Dasyatis margaritella
- Dasyatis marianae
- Dasyatis marmorata
- Dasyatis matsubarai
- Dasyatis microps
- Dasyatis multispinosa
- Dasyatis navarrae
- Dasyatis parvonigra
- Dasyatis pastinaca
- Dasyatis rudis
- Dasyatis sabina
- Dasyatis say
- Dasyatis sinensis
- Dasyatis thetidis
- Dasyatis tortonesei
- Dasyatis ukpam
- Dasyatis ushiei
- Dasyatis zugei